# Schweizerhaus (Weyher in der Pfalz)
Das Schweizerhaus ist eine von der Ortsgruppe Weyher des Pfälzerwald-Vereins an Wirtsleute verpachtete Schutzhütte im Pfälzerwald. Sie befindet sich im südlichen Teil der Haardt am südlichen Hang des Blättersberg (618 m). Die Hütte liegt in einer Höhe von (407 m ü. NHN). Von der Terrasse der Hütte besteht eine hervorragende Aussicht in die Rheinebene. Mit den anderen Häusern des Pfälzerwald-Vereins ist es seit 2021 mit dem Eintrag Pfälzerwaldhütten-Kultur Bestandteil des Immateriellen Kulturerbes in Deutschland der deutschen UNESCO-Kommission.

## Geschichte
Ein Vorgängerbau wurde 1880 vom Bezirks–Verschönerungsverein Edenkoben errichtet. Der heutige Fachwerkbau wurde in den Jahren 1932–1933 gebaut. Seit 2012 wurde die Hütte nicht mehr bewirtschaftet, da umfangreiche Sanierungsarbeiten anstanden. Am 14. November 2015 erfolgte der erste Spatenstich zu einer umfassenden Renovierung, der unter anderem eine Erweiterung in Form eines Anbaus für Küche und sanitäre Anlagen vorsah. Am 11. Juni 2016 konnte das Richtfest für die neuen Anbauten gefeiert werden. Das Schweizerhaus wurde nach diesen massiven Umbaumaßnahmen am 11. August 2018 wieder eröffnet, musste aber wegen technischer Probleme wieder geschlossen werden. Seit dem 17. Juli 2022 hat das Schweizerhaus mit neuem Pächter nun wieder geöffnet.

## Zugänge und Wanderungen
Die Hütte kann nur zu Fuß erreicht werden. Der kürzeste Aufstieg von Weyher kann in etwa 30 Minuten bewältigt werden. Von Rhodt aus kann die Hütte über die Rietaniahütte in etwa einer Stunde erreicht werden. Ein weiterer Zugang kann von der Buschmühle im Modenbachtal in etwa 30 Minuten erfolgen.
Wanderziele in der Nähe der Hütte sind der Ludwigsturm (605 m) und von dort aus der Blättersberg sowie die Ruine der Rietburg. Nach Durchquerung des Modenbachtals kann die als Wallfahrtskapelle und Pilgerkirche bekannte St.-Anna-Kapelle auf dem Annaberg erreicht werden. Wenige hundert Meter talabwärts von der Hütte befindet sich eine Mariengrotte. Die benachbarten Hütten des Pfälzerwald-Vereins sind die St.-Anna-Hütte, die Trifelsblick-Hütte und die Edenkobener Hütte.